# Grenze zwischen dem Irak und Saudi-Arabien

Die Grenze zwischen dem Irak und Saudi-Arabien ist etwa 814 km lang. Im Nordwesten endet die Grenze nahe Turaif an Jordanien, im Südosten an Kuwait. Zu den Grenzübergängen zählt der Übergang nordöstlich von ʿArʿar.
2006 errichtete Saudi-Arabien einen Zaun. Der deutsch-französische Rüstungskonzern EADS, jetzt Airbus Group, erhielt 2009 den Zuschlag für den Bau der Grenze zum Irak. 2014 schickte Saudi-Arabien weiter 30.000 Soldaten an die Grenze. Im Januar 2015 wurde bekannt, dass Saudi-Arabien die Errichtung einer Sperranlage mit besserer Technologie beabsichtige.